# Christian Kühn (Politiker)

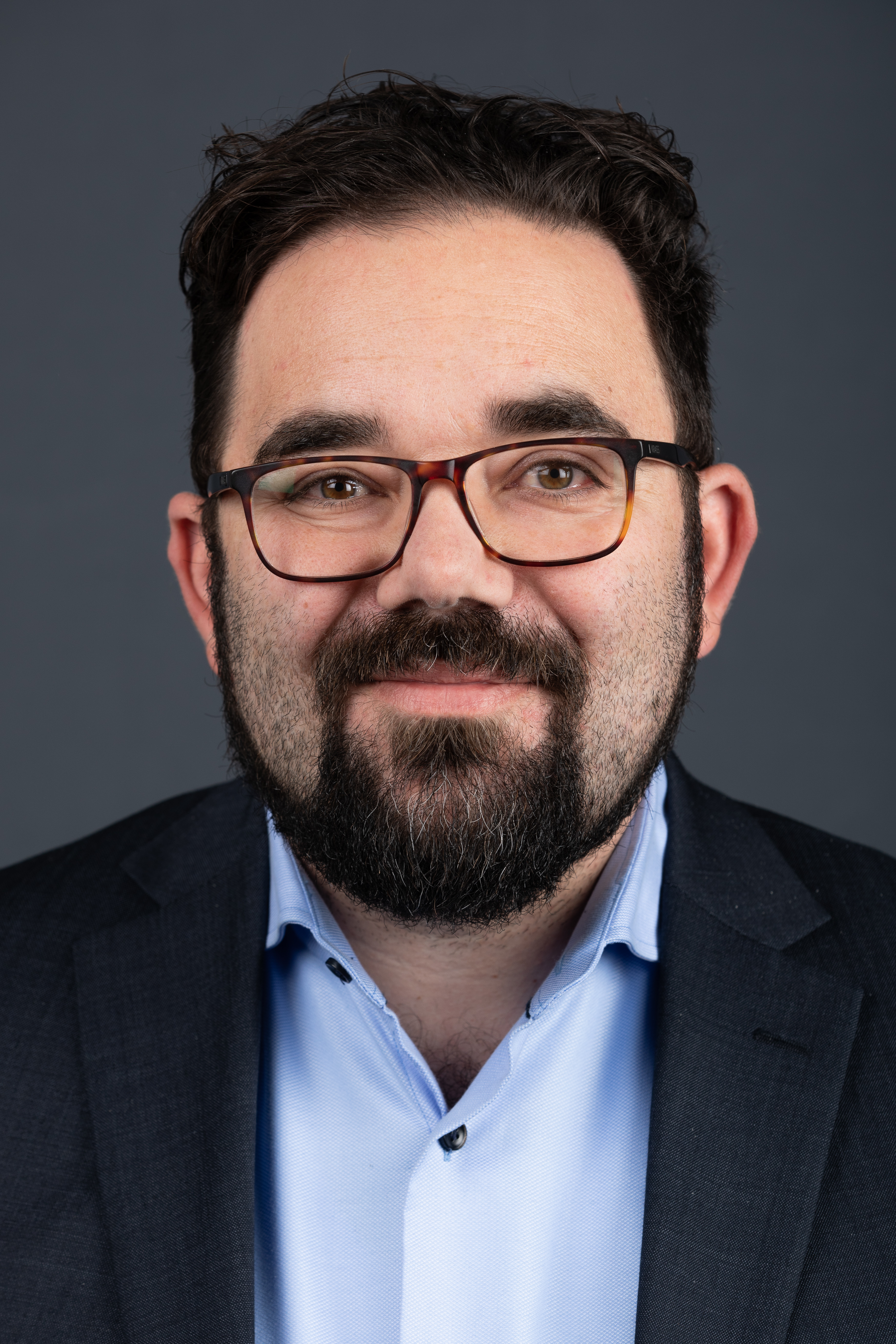
Chris Kühn (2020)

Christian „Chris“ Kühn (* 9. April 1979 in Tübingen) ist ein deutscher Politiker (Bündnis 90/Die Grünen). Seit Februar 2024 ist er Präsident des Bundesamtes für die Sicherheit der nuklearen Entsorgung. Zuvor war er von 2013 bis 2024 Mitglied des Deutschen Bundestages und von 2021 bis 2024 Parlamentarischer Staatssekretär bei der Bundesministerin für Umwelt, Naturschutz, nukleare Sicherheit und Verbraucherschutz. Von 2009 bis 2013 war er Landesvorsitzender des Landesverbands Baden-Württemberg der Grünen.

## Leben
Kühn wuchs in Göppingen auf, absolvierte dort Abitur und Zivildienst und studierte dann Politikwissenschaften und Soziologie an der Eberhard Karls Universität Tübingen. Nach seinem Abschluss 2009 war er Mitarbeiter im Dekanat der wirtschaftswissenschaftlichen Fakultät.
Kühn war in seiner Schulzeit im Jugendgemeinderat und in der Naturschutzjugend aktiv. Seit 1998 ist er Mitglied bei Bündnis 90/Die Grünen. Von 2002 bis 2006 und erneut von 2008 bis 2010 war er Mitglied des Kreisvorstands im Tübinger Kreisverband der Grünen. Er war Mitarbeiter im Wahlkreisbüro des Bundestagsabgeordneten Winfried Hermann. Auf der Landesdelegiertenkonferenz (LDK) im November 2009 in Biberach wählten ihn die baden-württembergischen Grünen zusammen mit Silke Krebs zu einem von zwei gleichberechtigten Landesvorsitzenden. Auf der LDK im Oktober 2011 in Aalen wurde er, neben seiner neugewählten Mitvorsitzenden Thekla Walker, mit einem Rekordergebnis von 95,7 Prozent im Amt bestätigt. 

## Abgeordneter
Am 13. Juli 2012 wurde er in Tübingen als Bundestagskandidat nominiert. Bei der Bundestagswahl 2013 zog er über die baden-württembergische Landesliste auf Platz 6 in den Bundestag ein. Auf diesem Listenplatz wurde er bei der Bundestagswahl 2017 in den 19. Deutschen Bundestag wiedergewählt, nachdem sein Kreisverband ihn mit 97,8 Prozent erneut für die Bundestagswahl nominiert hatte. Bei der Bundestagswahl 2021 wurde er erneut in den Bundestag gewählt. Von 2013 bis 2021 war er Sprecher für Bau- und Wohnungspolitik der Bundestagsfraktion Bündnis 90/Die Grünen und vertrat seine Fraktion als ordentliches Mitglied sowie Obmann im Ausschuss für Bau, Wohnen, Stadtentwicklung und Kommunen. Daneben war er stellvertretendes Mitglied im Ausschuss für Umwelt, Naturschutz und nukleare Sicherheit sowie im Ausschuss für Recht und Verbraucherschutz. Im 19. Deutschen Bundestag gehörte Kühn als stellvertretendes Mitglied zudem dem Haushaltsausschuss an.
Ab dem 8. Dezember 2021 war er Parlamentarischer Staatssekretär bei der Bundesministerin für Umwelt, Naturschutz, nukleare Sicherheit und Verbraucherschutz, Steffi Lemke.
Am 15. Februar 2024 wurde Kühn als Nachfolger von Wolfram König Präsident des Bundesamts für die Sicherheit der nuklearen Entsorgung. Sein Abgeordnetenmandat legt er nieder; für ihn rückte Jürgen Kretz in den Bundestag nach. Im Amt des Parlamentarischen Staatssekretärs folgte ihm Jan-Niclas Gesenhues nach.

## Positionen
Kühn legt einen Schwerpunkt seiner politischen und parlamentarischen Arbeit auf die Wiedereinführung der Wohnungsgemeinnützigkeit.

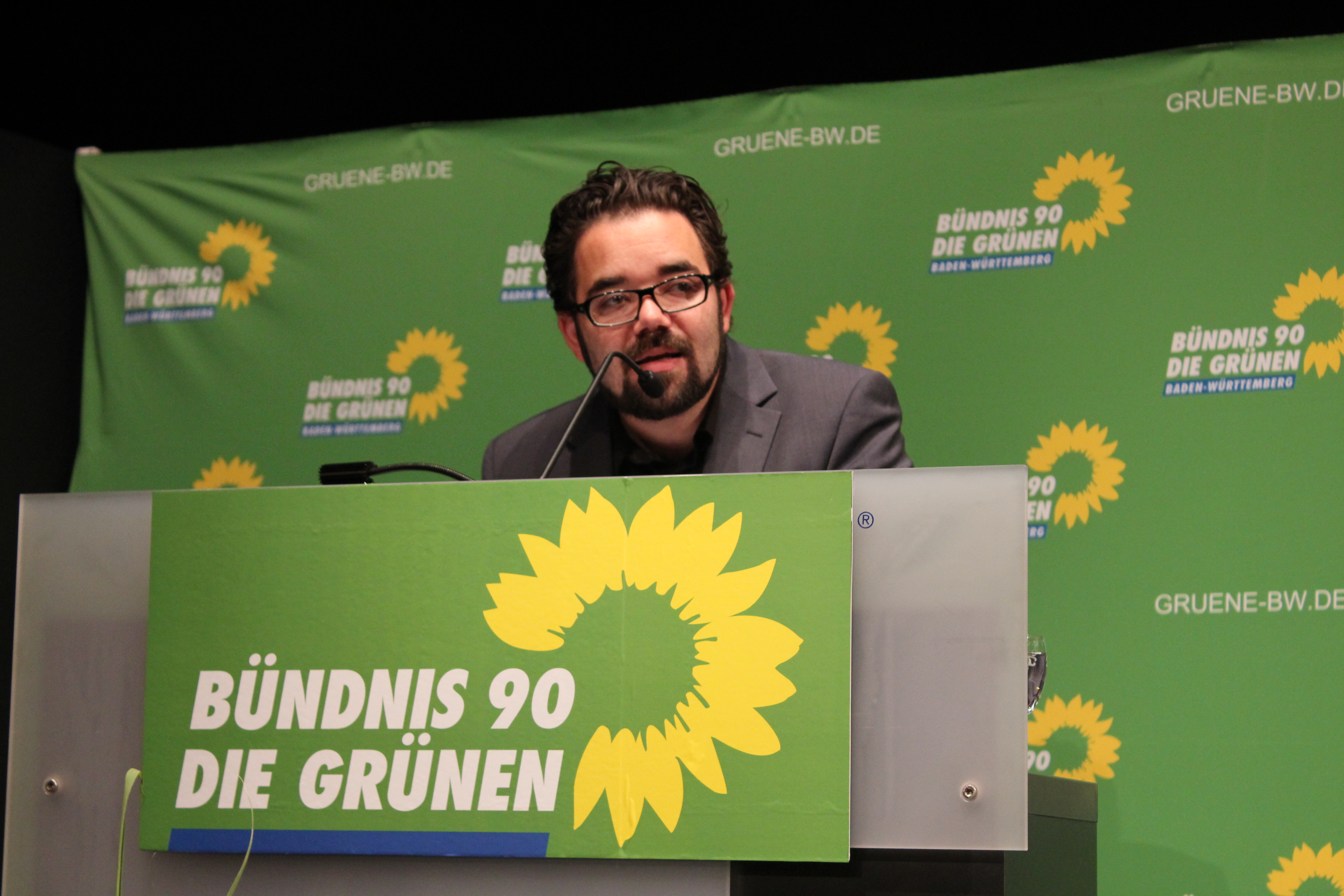
Chris Kühn (2012)

Er gehört zu den Befürwortern des Bedingungslosen Grundeinkommens. Stuttgart 21 lehnt er ab. Kühn ist Mitglied der überparteilichen Europa-Union Deutschland.

## Privates
Kühn lebt in Immenhausen im Kreis Tübingen, ist verheiratet und Vater zweier Söhne und einer Tochter. Er ist Anhänger des VfB Stuttgart.